# Stevenage Football Club
El Stevenage Football Club (anteriormente llamado Stevenage Borough Football Club) es un club de fútbol de Inglaterra de la ciudad de Stevenage en Hertfordshire. Fue fundado en 1976 y juega en la League One. Actualmente está siendo patrocinado por Xsolla.

## Palmarés
- League Two
  - Playoff ganadores: 2010–11
- Conference National
  - Campeones: 1995–96, 2009–10
- FA Trophy
  - Ganadores: 2006–07, 2008–09
  - Subcampeones: 2001–02, 2009–10
- Herts Senior Cup
  - Ganadores: 2008–09
  - Subcampeones: 2010–11
- Isthmian League
  - Premier Division campeones: 1993–94
  - Division One campeones: 1991–92
  - Division Two North campeones: 1985–86, 1990–91
- United Counties League
  - Division One campeones: 1980–81
  - League Cup ganadores: 1980–81

## Gerencia
- Presidente: Phil Wallace[1]
- Directores: Mike Shortland, Marcus Taverner, Paul Wallace[1]